# Memorial Hermann Centro Médico de Texas

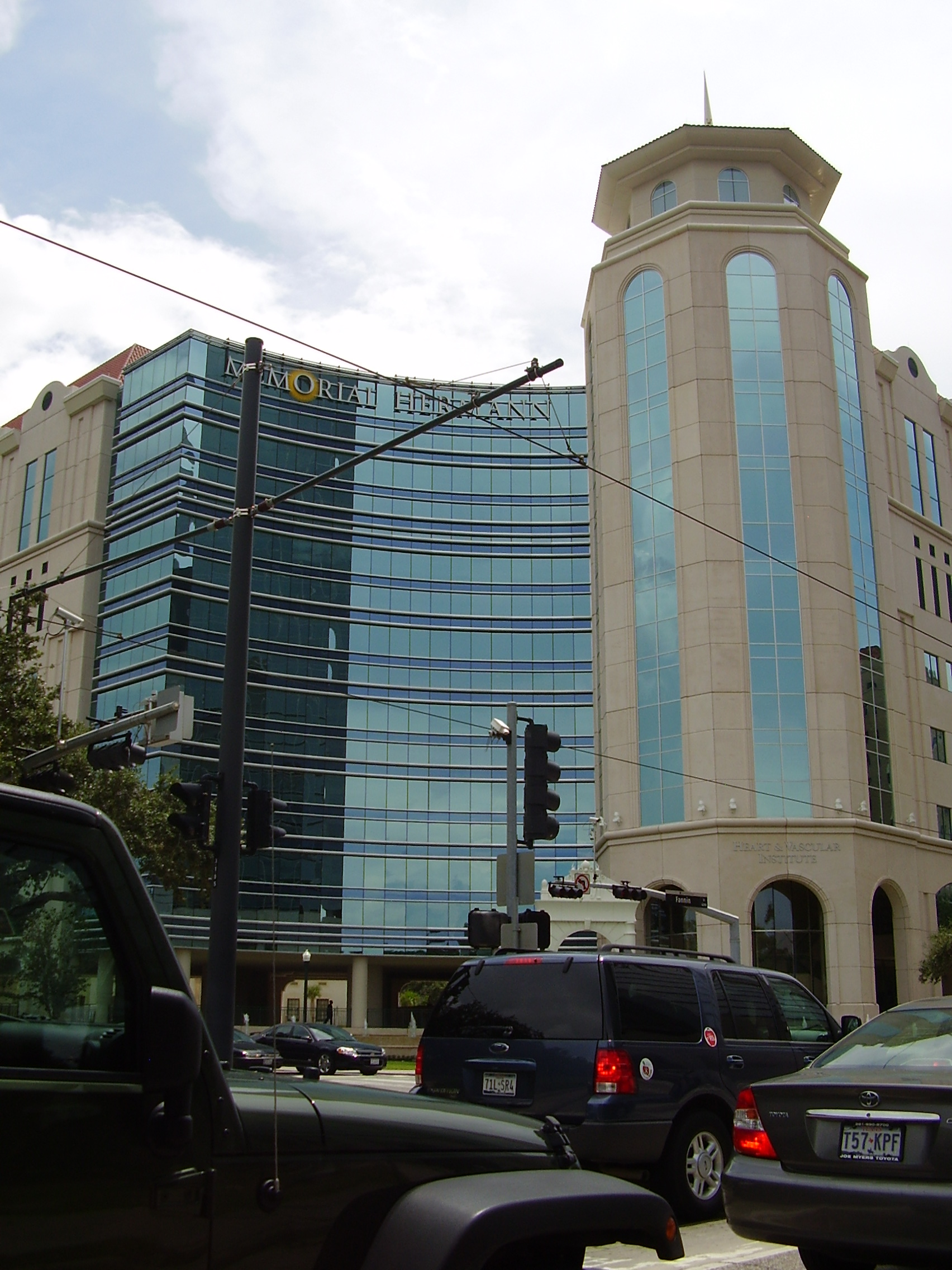
Memorial Hermann Centro Médico de Texas

El Memorial Hermann Centro Médico de Texas (Memorial Hermann–Texas Medical Center) es un hospital en el Texas Medical Center, Houston, Texas. El Memorial Hermann Healthcare System gestiona el hospital. Memorial Hermann es un centro para Trauma I. Tiene una capacidad de 868 pacientes.